# Lepanthes didactyla
Lepanthes didactyla är en orkidéart som beskrevs av Carlyle August Luer och Rodrigo Escobar. Lepanthes didactyla ingår i släktet Lepanthes och familjen orkidéer. Inga underarter finns listade i Catalogue of Life.